# Carcinarachne brocki
Carcinarachne brocki Schmidt, 1956 è un ragno appartenente alla famiglia Thomisidae.
È l'unica specie nota del genere Carcinarachne.

## Distribuzione
L'unica specie oggi nota di questo genere è stata rinvenuta in Ecuador.

## Tassonomia
Dal 1956 non sono stati esaminati altri esemplari, né sono state descritte sottospecie al 2014.